# 中川大志 (野球)
中川 大志（なかがわ たいし、1990年6月8日 - ）は、愛知県豊橋市出身の元プロ野球選手（内野手、外野手）。右投右打。現在は横浜DeNAベイスターズのアナリスト。

## 経歴

### プロ入り前
小学1年時に「新城ベアーズ」で野球を始めると、中学校在学中には主に投手でプレー。中学校からの卒業を機に、当時実父が硬式野球部の監督、2歳上の実兄が部員として在籍していた桜丘高校へ進学した。
桜丘高校の硬式野球部では、当初三塁手としてプレー。1年時から4番打者を任されると、実父が監督を勇退した後の1年冬から投手に転向した。投手としては、最速142km/hの速球を武器に、エースとしてチームを牽引。打者としては、在学中に対外試合で通算32本塁打を記録している。
高校2年時には、秋の愛知県大会準々決勝で愛工大名電と対戦。本塁打を放ちながら、5対14で8回コールド負けを喫したが、最終打席では相手バッテリーから敬遠策を講じられた。その一方で、冬の日米親善高校野球では、小川泰弘（成章高校）や福谷浩司（横須賀高校）などと共に愛知県選抜チームへ参加した。
高校3年の夏には、選手権東愛知大会の初戦で、福谷を擁する横須賀高校と対戦。9回を投げて14奪三振を記録する完封勝利を収めたが、7月下旬の4回戦で9回裏に2点のリードを背負いながら、サヨナラ負けを喫した。この試合後も練習を続けたが、実母の勧めと高校からの許可の下で、知人が経営するコンビニエンスストアへ週に3日放課後にアルバイトとして勤務していた。
2008年度NPBドラフト会議にて東北楽天ゴールデンイーグルスから内野手として2巡目指名を受け、契約金6000万円、年俸600万円（金額は推定）という条件で入団した。「野手の柱になる選手に育てたい」という三村敏之チーム統括本部編成部長（当時）の意向による指名で、入団当初の背番号は56。仮契約の直後には、前述したアルバイトの時給が730円だったことを明かしたうえで、「（契約金や年俸が）自分の想像を超えた金額だったので、『プロ（野球選手）になったんだな』と実感した。（今後も）元気で野球に一生懸命取り組みたい」との抱負を述べた。

### 楽天時代

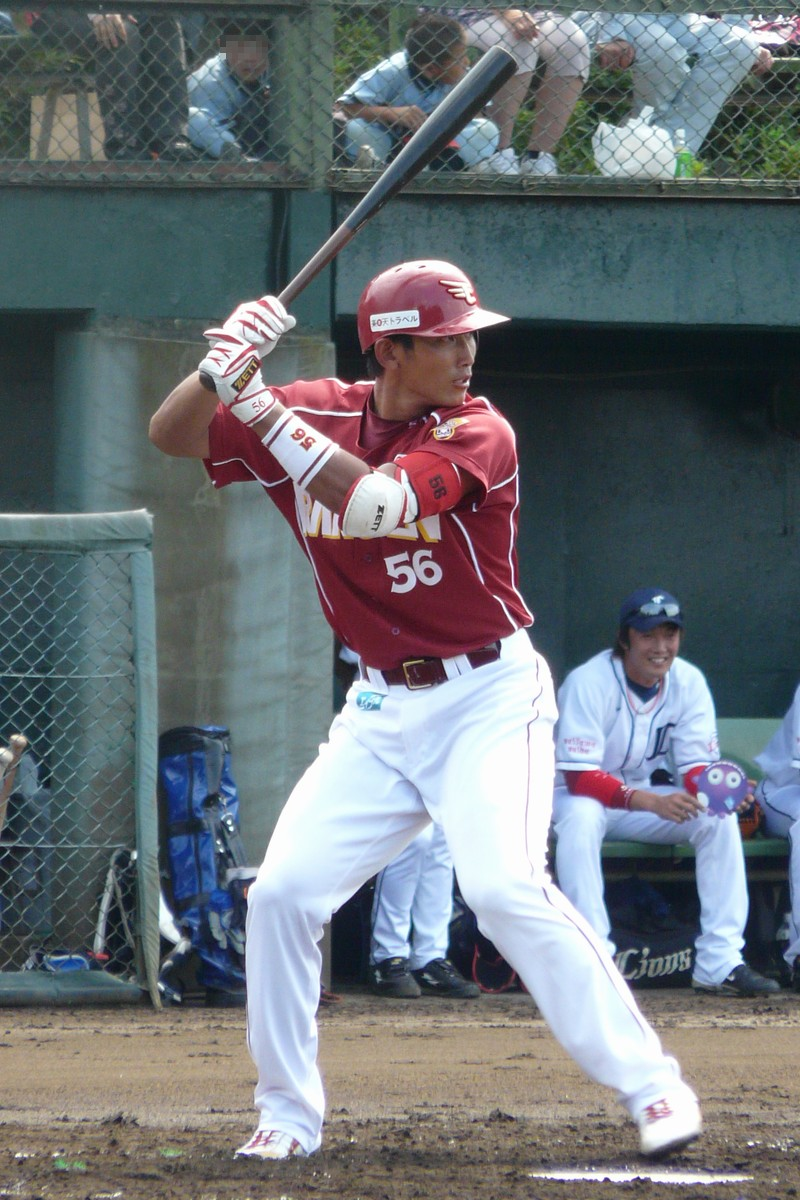
西武第二球場にて（楽天時代の2009年）

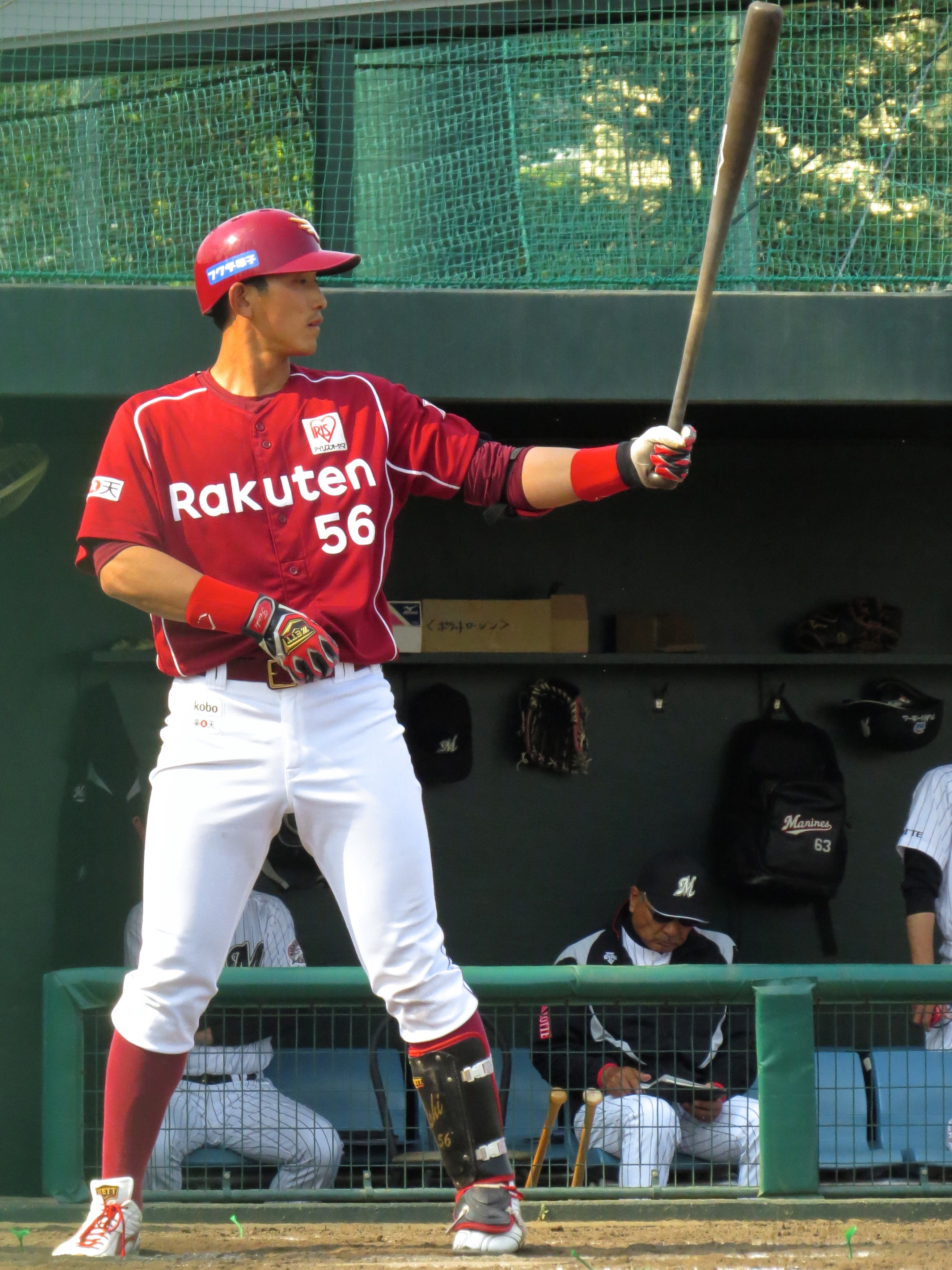
ロッテ浦和球場にて（楽天時代の2014年）

2009年には、春季キャンプを二軍でスタート。二軍で調整していたベテラン主力打者の山﨑武司・中村紀洋から打撃の指導を受けた際に、潜在能力やパワーを賞賛された。イースタン・リーグの公式戦では、主に三塁手として起用。4月30日の対読売ジャイアンツ戦では、満塁で迎えた打席で公式戦初本塁打を放った。公式戦全体では、84試合に出場するとともに、リーグの最終規定打席へ到達。しかし、打率は規定打席到達者で最も低い.206で、本塁打も2本にとどまった。さらに、守備面でも、三塁と一塁で合計30失策を記録した。
2010年には、イースタン・リーグ公式戦で開幕から4番を任されると、チームトップの12本塁打・66打点を記録。打力のある三塁手の中村紀や草野大輔が相次いで故障で戦線を離脱したシーズン終盤の9月22日には、札幌ドームの対北海道日本ハムファイターズ戦に「6番・三塁手」としてスタメンで一軍公式戦へのデビューを果たすと、6回表の第3打席で武田勝から初安打を放った。翌9月23日の対埼玉西武ライオンズ戦（西武ドーム）では、3回表に涌井秀章からの2点適時打で初打点を記録するなど、チームの勝利に貢献。パシフィック・リーグ優勝へのマジック4でこの試合を迎えた西武は、結果として、福岡ソフトバンクホークスに逆転優勝を許した。中川自身は一軍公式戦7試合に出場したが、打率は.111で、2失策を記録した。その一方で、シーズンの終了後には、台湾で開催された第17回IBAFインターコンチネンタルカップに日本代表の一員として出場した。
2011年には、イースタン・リーグ公式戦95試合に出場すると、63打点で打点王のタイトルを獲得。しかし、一軍公式戦への出場は2試合にとどまった。一軍がレギュラーシーズンの終盤までクライマックスシリーズ（CS）への出場権を争っていたことや、フェニックス・リーグの日程がレギュラーシーズン終盤と重なっていたことによる。さらに、かねてから痛めていた右膝の状態が、シーズン終了後の秋季キャンプ中に悪化。このため、11月25日に支配下選手契約から育成選手契約へ移行したうえで、12月に右膝の手術を受けた。移行後の背番号は156。
2012年には、前年に手術を受けた右膝のリハビリを経て、8月中旬のイースタン・リーグ公式戦で実戦へ復帰した。育成選手に関するNPBの規定で、10月31日にいったん自由契約選手として公示されたが、実際には秋季キャンプに参加。キャンプの終了後に、支配下登録選手へ復帰するとともに、背番号を56へ戻すことが発表された。
2013年には、1月23日に2歳年上の女性との結婚を発表。公式戦の開幕後は、当時の二軍監督・大久保博元の意向から、レギュラーシーズンの大半を二軍で過ごした。イースタン・リーグの公式戦では、本塁打王（15本塁打）・打点王（71打点）のタイトルを獲得する一方で、20失策を記録。一軍の公式戦には、8月に1試合（2打席のみ）出場しただけにとどまった。チームの日本シリーズ初制覇によって進出したアジアシリーズでは、長打力を買われて開催国・台湾への遠征メンバーに抜擢。シーズンを通じて一軍で4番を打っていたアンドリュー・ジョーンズが日本シリーズの終了直後にアメリカへ帰国するなどのチーム事情から、予選から準決勝で敗退するまでの全3試合に、「4番・一塁手」としてスタメンに起用された。
2014年には、イースタン・リーグ公式戦で外野手としてもプレー。しかし、打率.238、本塁打7、打点36と前年を下回る成績で、一軍公式戦への出場は1試合1打席にとどまった。シーズン中の7月29日に、第1子（長女）が誕生。シーズン終了後の10月後半からは、2か月間にわたってオーストラリアン・ベースボールリーグに派遣されると、26試合の出場で打率.315、2本塁打、15打点という記録を残した。
2015年には、イースタン・リーグ公式戦の開幕から高打率を記録。一軍の打線が総じて不振だったことも背景に、5月4日から一軍へ昇格した。同日の対日本ハム戦（札幌ドーム）で一軍公式戦5年ぶりの安打を放つと、2日後（5月6日）の同カードでは、5年ぶりの打点と一軍公式戦初の長打を2点二塁打で記録。5月10日の対ソフトバンク戦（福岡 ヤフオク!ドーム）では、8回表の打席で、一軍公式戦の初本塁打をジェイソン・スタンリッジから放った。5月21日の対日本ハム戦から4番打者に起用。5月31日の対巨人戦（いずれも楽天koboスタジアム宮城）では、一軍公式戦初のサヨナラ本塁打を放ったことによって、チーム9年ぶりの対巨人戦カード勝ち越し決定に貢献した。6月4日の対東京ヤクルトスワローズ戦（明治神宮野球場）では、成瀬善久から自身初の2打席連続本塁打を放った。シーズン通算では一軍公式戦で自己最高の記録を残したが、この試合を境に本塁打が出ず、62試合の出場で打率.235、5本塁打にとどまった。
2016年には、8月31日にシーズン初めての出場選手登録を果たすと、9月4日の対ソフトバンク戦で一軍公式戦で初めての満塁本塁打を記録。次の試合であった9月6日の対西武戦（コボスタ宮城）では、決勝の適時打を放って、梨田昌孝の一軍監督通算700勝達成に貢献した。
2017年には、イースタン・リーグ公式戦で9本塁打、50打点、打率.282を記録。一軍公式戦には、レギュラーシーズンに23試合へ出場しただけで、チームのレギュラーシーズン3位で迎えたクライマックスシリーズへの出場機会はなかった。10月28日に球団から戦力外通告。中川自身はNPB他球団での現役続行を望んでいたが、11月15日の12球団合同トライアウト（MAZDA Zoom-Zoom スタジアム広島）には参加しなかった。

### DeNA時代

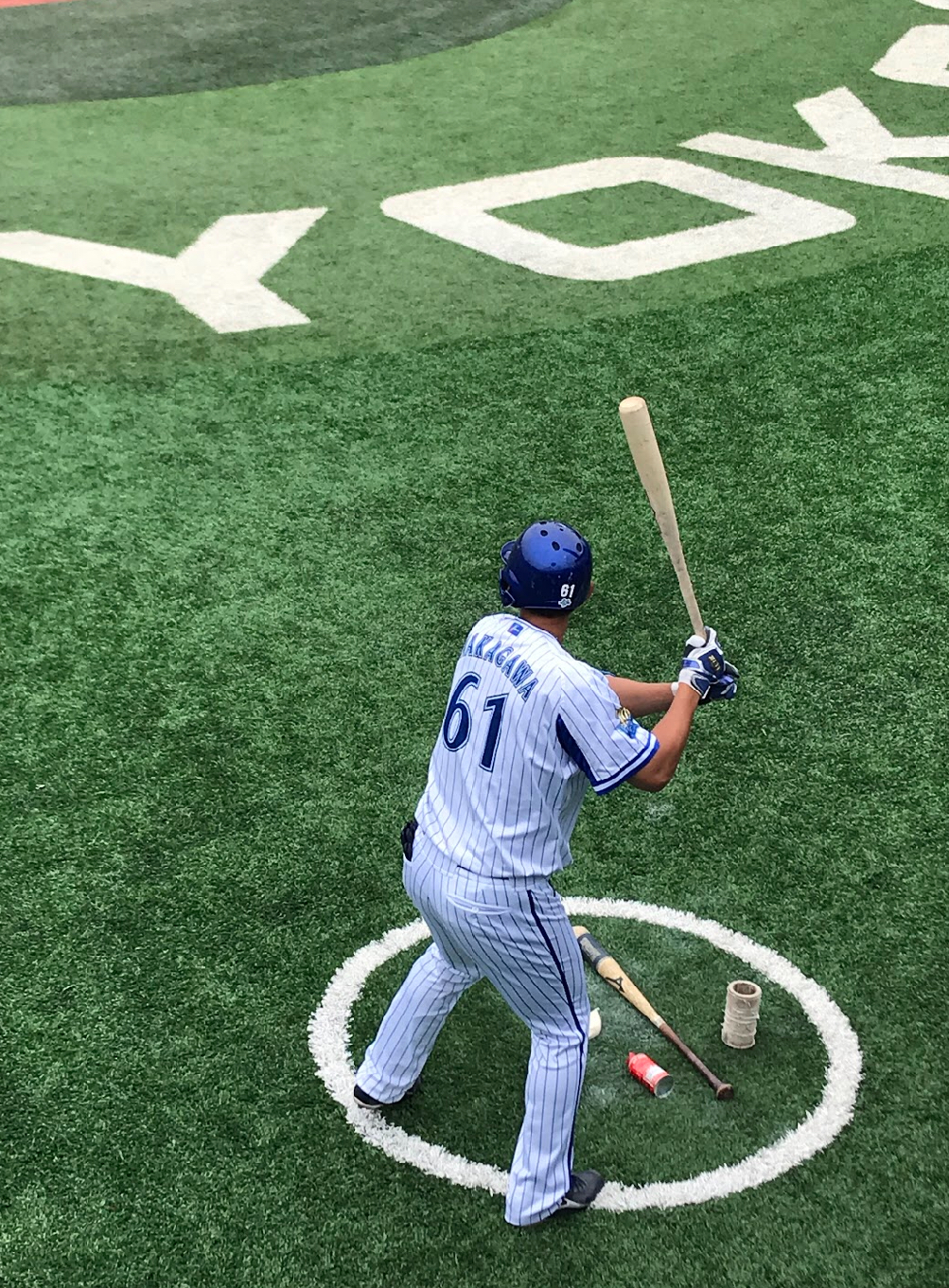
横須賀スタジアム（DeNA時代の2019年6月2日）

2017年11月20日に横浜DeNAベイスターズへ入団することが発表された。右の代打陣の強化を見越した契約で、背番号は61。DeNAにはこの年のNPB育成ドラフト会議経由で同姓の中川虎大投手も入団したため、スコアボードや報道では「中川大」という略称を用いた。
2018年には、春季キャンプから一軍へ帯同。オープン戦12試合に出場すると、打率.267、1本塁打ながら長打率.467を記録したことから、右の代打要員として開幕一軍入りを果たした。3月31日には、ヤクルトとの開幕カード第2戦（横浜スタジアム）7回裏に、代打で公式戦の移籍後初安打を記録。以降も、二軍での調整期間をはさみながら、主に代打やセ・パ交流戦（パ・リーグ主催試合）の指名打者へ起用された。一軍公式戦全体では、47試合の出場で2本塁打、7打点を記録。通算打率は.228ながら、長打率は.404にまで達した。
2019年には、4月中旬に一軍へ昇格。一軍公式戦では3試合の出場で3打数ノーヒットにとどまったが、イースタン・リーグ公式戦では82試合の出場で9本塁打、35打点、打率.292と好調だった。DeNAへ入団した時から「今度（の戦力外通告）で（現役生活は）最後」と決めていたため、球団から戦力外通告を受けた10月1日に現役引退を発表。12月2日にNPBから自由契約選手として公示された。

### 現役引退後
2020年シーズンからは、DeNAのアマチュアスカウトとして活動する。

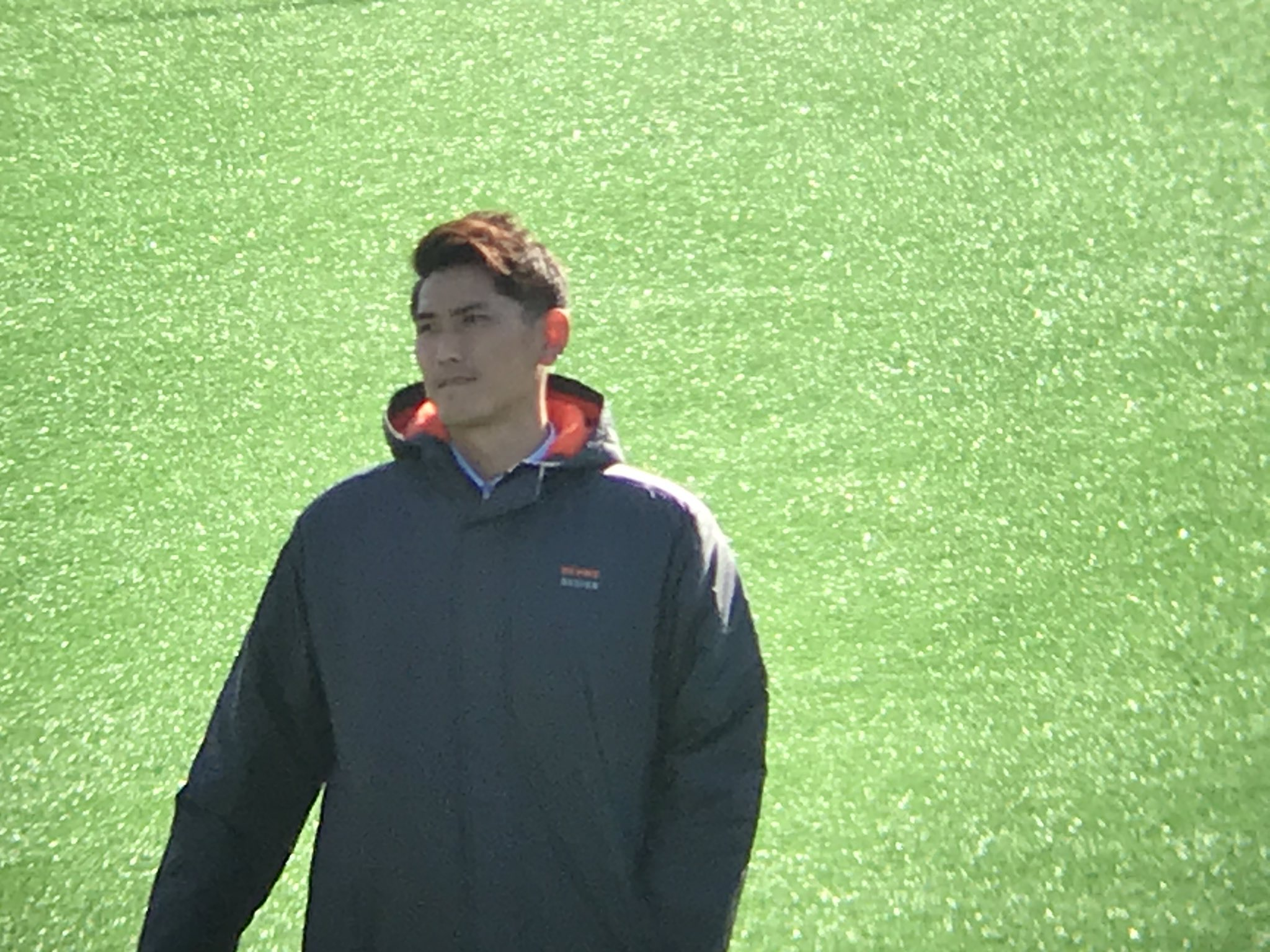
DOCK of BAYSTARS Yokosuka（DeNAスカウト時代の中川。2020年1月19日撮影。）

転身して1年目の2020年のドラフト会議では池谷蒼大や髙田琢登を担当し、2022年のドラフト会議では吉野光樹がスカウト転身後最上位の2位で指名された。2023年のドラフト会議では2位指名の松本凌人と育成1位指名の高見澤郁魅を担当。同年をもってアマチュアスカウト退任。2024年シーズンからファームゲームアナリストへ配置転換された。

## 選手としての特徴・人物
パンチ力を秘める豪快な打撃が持ち味の大型野手。楽天時代は二軍で幾度となくタイトルを獲得するものの、度重なる怪我や不振で一軍に定着できなかった。DeNAに移籍後は主に右の代打として活躍した。
常に必死なプレーで真摯に野球に取り組む姿勢と気さくな人柄からチームメイトの信頼が厚い。

## 詳細情報

### 年度別打撃成績
| 年 度     | 球 団     | 試 合 | 打 席 | 打 数 | 得 点 | 安 打 | 二 塁 打 | 三 塁 打 | 本 塁 打 | 塁 打 | 打 点 | 盗 塁 | 盗 塁 死 | 犠 打 | 犠 飛 | 四 球 | 敬 遠 | 死 球 | 三 振 | 併 殺 打 | 打 率 | 出 塁 率 | 長 打 率 | O P S |
| --------- | --------- | ----- | ----- | ----- | ----- | ----- | -------- | -------- | -------- | ----- | ----- | ----- | -------- | ----- | ----- | ----- | ----- | ----- | ----- | -------- | ----- | -------- | -------- | ----- |
| 2010      | 楽天      | 7     | 27    | 27    | 0     | 3     | 0        | 0        | 0        | 3     | 2     | 0     | 1        | 0     | 0     | 0     | 0     | 0     | 12    | 1        | .111  | .111     | .111     | .222  |
| 2011      | 楽天      | 2     | 2     | 2     | 1     | 0     | 0        | 0        | 0        | 0     | 0     | 0     | 1        | 0     | 0     | 0     | 0     | 0     | 1     | 0        | .000  | .000     | .000     | .000  |
| 2013      | 楽天      | 1     | 2     | 2     | 0     | 0     | 0        | 0        | 0        | 0     | 0     | 0     | 0        | 0     | 0     | 0     | 0     | 0     | 1     | 0        | .000  | .000     | .000     | .000  |
| 2014      | 楽天      | 1     | 1     | 1     | 0     | 0     | 0        | 0        | 0        | 0     | 0     | 0     | 0        | 0     | 0     | 0     | 0     | 0     | 0     | 0        | .000  | .000     | .000     | .000  |
| 2015      | 楽天      | 62    | 206   | 187   | 14    | 44    | 8        | 0        | 5        | 67    | 21    | 2     | 1        | 1     | 2     | 12    | 0     | 4     | 60    | 6        | .235  | .293     | .358     | .651  |
| 2016      | 楽天      | 22    | 80    | 74    | 8     | 15    | 2        | 0        | 2        | 23    | 18    | 0     | 0        | 1     | 0     | 5     | 0     | 0     | 21    | 1        | .203  | .253     | .311     | .580  |
| 2017      | 楽天      | 23    | 36    | 34    | 3     | 4     | 2        | 0        | 0        | 6     | 4     | 0     | 0        | 0     | 0     | 1     | 0     | 1     | 11    | 0        | .118  | .167     | .176     | .343  |
| 2018      | DeNA      | 47    | 62    | 57    | 3     | 13    | 4        | 0        | 2        | 23    | 7     | 0     | 0        | 0     | 0     | 5     | 0     | 0     | 21    | 3        | .228  | .290     | .404     | .694  |
| 2019      | DeNA      | 3     | 3     | 3     | 0     | 0     | 0        | 0        | 0        | 0     | 0     | 0     | 0        | 0     | 0     | 0     | 0     | 0     | 0     | 0        | .000  | .000     | .000     | .000  |
| 通算：9年 | 通算：9年 | 168   | 419   | 387   | 29    | 79    | 16       | 0        | 9        | 122   | 52    | 2     | 3        | 2     | 2     | 23    | 0     | 5     | 127   | 11       | .204  | .257     | .315     | .572  |

### 年度別守備成績
| 年 度 | 球 団 | 一塁  | 一塁  | 一塁  | 一塁  | 一塁  | 一塁     | 三塁  | 三塁  | 三塁  | 三塁  | 三塁  | 三塁     | 外野  | 外野  | 外野  | 外野  | 外野  | 外野     |
| 年 度 | 球 団 | 試 合 | 刺 殺 | 補 殺 | 失 策 | 併 殺 | 守 備 率 | 試 合 | 刺 殺 | 補 殺 | 失 策 | 併 殺 | 守 備 率 | 試 合 | 刺 殺 | 補 殺 | 失 策 | 併 殺 | 守 備 率 |
| ----- | ----- | ----- | ----- | ----- | ----- | ----- | -------- | ----- | ----- | ----- | ----- | ----- | -------- | ----- | ----- | ----- | ----- | ----- | -------- |
| 2010  | 楽天  | -     | -     | -     | -     | -     | -        | 7     | 2     | 9     | 2     | 0     | .846     | -     | -     | -     | -     | -     | -        |
| 2011  | 楽天  | -     | -     | -     | -     | -     | -        | 1     | 0     | 0     | 1     | 0     | .000     | -     | -     | -     | -     | -     | -        |
| 2013  | 楽天  | 1     | 2     | 0     | 0     | 0     | 1.000    | -     | -     | -     | -     | -     | -        | -     | -     | -     | -     | -     | -        |
| 2015  | 楽天  | 26    | 194   | 11    | 2     | 15    | .990     | -     | -     | -     | -     | -     | -        | 27    | 37    | 0     | 1     | 0     | .974     |
| 2016  | 楽天  | 15    | 107   | 11    | 0     | 10    | 1.000    | 7     | 2     | 9     | 0     | 0     | 1.000    | 1     | 1     | 0     | 0     | 0     | 1.000    |
| 2017  | 楽天  | 8     | 64    | 2     | 0     | 2     | 1.000    | 7     | 2     | 4     | 0     | 0     | 1.000    | -     | -     | -     | -     | -     | -        |
| 2018  | DeNA  | 9     | 59    | 3     | 1     | 4     | .984     | -     | -     | -     | -     | -     | -        | -     | -     | -     | -     | -     | -        |
| 通算  | 通算  | 59    | 426   | 27    | 3     | 31    | .993     | 22    | 6     | 22    | 3     | 0     | .903     | 28    | 38    | 0     | 1     | 0     | .974     |

### 表彰
- 月間サヨナラ賞：1回（2015年5月）
- イースタン・リーグ打点王：2回（2011年、2013年）
- イースタン・リーグ本塁打王：1回（2013年）
- イースタン・リーグ最高出塁率：2回（2015年、2016年[31]）

### 記録
初記録
- 初出場・初先発出場：2010年9月22日、対北海道日本ハムファイターズ23回戦（札幌ドーム）、「6番・三塁手」で先発出場
- 初打席：同上、2回表に武田勝から遊撃ゴロ
- 初安打：同上、6回表に武田勝から左前安打
- 初打点：2010年9月23日、対埼玉西武ライオンズ22回戦（西武ドーム）、3回表に涌井秀章から左前2点適時打
- 初盗塁：2015年5月9日、対福岡ソフトバンクホークス6回戦（福岡 ヤフオク!ドーム）、7回表に二盗（投手：攝津正、捕手：髙谷裕亮）
- 初本塁打：2015年5月10日、対福岡ソフトバンクホークス7回戦（福岡 ヤフオク!ドーム）、8回表にジェイソン・スタンリッジから左越ソロ

### 背番号
- 56（2009年 - 2011年、2013年 - 2017年）
- 156（2012年）
- 61（2018年 - 2019年）

### 代表歴
- 第17回IBAFインターコンチネンタルカップ日本代表